# Foreste pluviali di pianura del Borneo
Le foreste pluviali di pianura del Borneo sono un'ecoregione appartenente al bioma delle foreste pluviali di latifoglie tropicali e subtropicali (codice ecoregione: IM0102) che si estende su gran parte dell'isola del Borneo, nel Sud-est asiatico.

## Geografia
Gli esperti del World Wildlife Fund hanno suddiviso il Borneo in sette ecoregioni: cinque tipi di foreste di pianura, le foreste pluviali di montagna del Borneo centrale e i prati alpini del monte Kinabalu. Le foreste di pianura si distinguono tra loro per il clima (più asciutto nella parte orientale dell'isola) e sono separate dal corso dei grandi fiumi Kapuas e Barito, che hanno impedito a mammiferi e rettili di diffondersi in maniera uniforme in tutta l'isola.
Le altre ecoregioni di foresta, oltre alle foreste pluviali di pianura, sono le foreste torbiere, le brughiere, le foreste paludose del Borneo sud-occidentale e le formazioni di mangrovie.
All'interno dell'ecoregione delle foreste pluviali di pianura sono comprese le aree dell'isola che non rientrano in nessuna delle categorie sopra descritte. Essa ricopre un'area di 427.500 km², estesa in tutte le tre entità politiche nelle quali è suddivisa l'isola: Kalimantan (Indonesia), Sarawak e Sabah (Malaysia) e Brunei. Anche le isole Natuna, al largo delle coste nord-occidentali del Borneo, fanno parte dell'ecoregione.
Le pianure del Borneo sono caratterizzate da un clima stabile, con precipitazioni mensili superiori ai 200 mm durante tutto l'anno e temperature mai inferiori ai 18 °C.

## Flora
Le pianure del Borneo ospitano una delle foreste pluviali più ricche del mondo. Il clima fornisce un ambiente ideale allo sviluppo di circa 10.000 specie di piante (più di quelle presenti nell'intero continente africano). Tra queste figurano circa 2000 orchidee e 3000 specie arboree, comprese 267 Dipterocarpacee, delle quali 155 endemiche del Borneo. L'isola costituisce il maggiore centro di diversità delle Dipterocarpacee del mondo. Tra le piante presenti ricordiamo cinque specie di Rafflesia, un parassita dall'odore pungente, una delle quali, Rafflesia arnoldii, con i suoi fiori di oltre un metro di larghezza, è il fiore più grande del mondo. Le alture di arenaria del capo Mangkalihat e del Sarawak ospitano comunità vegetali particolari, così come la regione delle Labi Hills, lungo il confine tra Brunei e Sarawak.

## Fauna
Durante l'era glaciale del Pleistocene il Borneo, Giava, Sumatra e l'Indocina continentale facevano parte della stessa massa continentale, cui gli studiosi hanno dato il nome di Sundaland. Questo consentì a piante e animali di migrare da una regione all'altra. Al giorno d'oggi il Borneo è separato dalla penisola malese e dalle altre isole, ma condivide ancora con esse molte specie vegetali e animali, mentre una percentuale minore della sua fauna selvatica è imparentata con quella dell'isola di Sulawesi, situata ad est.
La fauna selvatica di questa ecoregione comprende un gran numero di mammiferi di ambiente forestale, che vanno dal più piccolo scoiattolo del mondo, lo scoiattolo pigmeo del Borneo (Exilisciurus exilis), al più grande animale terrestre dell'Asia, l'elefante asiatico (Elephas maximus). Tra questi ricordiamo il rinoceronte di Sumatra (Dicerorhinus sumatrensis), gravemente minacciato, l'altrettanto minacciato e iconico orango del Borneo (Pongo pygmaeus), dodici altre specie di primati, il cinghiale barbato (Sus barbatus) e il muntjak del Borneo (Muntiacus atherodes). I primati del Borneo comprendono tre specie di scimmie antropomorfe - l'orango del Borneo, il gibbone di Müller (Hylobates muelleri) e il gibbone dalla barba bianca (H. albibarbis) -, cinque presbiti, il macaco nemestrino (Macaca nemestrina), il macaco cinomolgo (Macaca fascicularis), il tarsio occidentale (Cephalopachus bancanus), il lori lento del Borneo (Nycticebus borneanus) e la nasica (Nasalis larvatus), in pericolo di estinzione. Non vi sono tigri nel Borneo, ma sono presenti tuttavia carnivori come il leopardo nebuloso del Borneo (Neofelis diardi), in pericolo di estinzione, l'orso malese (Helarctos malayanus), la civetta lontra (Cynogale bennettii) e altre specie di mustelidi e viverridi.
Tra le 380 specie di uccelli vi sono otto specie di buceri, diciotto di picchi e tredici di pitte. Nono specie sono quasi endemiche e due endemiche: il garrulo dai sopraccigli neri (Malacocincla perspicillata) e lo shama di Strickland (Copsychus stricklandii). Tra le varie specie di rettili e anfibi figurano coccodrilli e il lantanoto del Borneo (Lanthanotus borneensis). I suoni che si odono nella foresta variano dal giorno alla notte man mano che diverse specie di uccelli e mammiferi emergono per spostarsi e nutrirsi.

## Conservazione
L'industria del legname e la conversione delle foreste originarie in piantagioni di caucciù e palma da olio o in terreni agricoli di piccola scala hanno alimentato una deforestazione spaventosa negli ultimi decenni. Nel 1982-83 e di nuovo nel 1997-98, gli incendi nel Kalimantan hanno cancellato ogni volta 25.000 km² di foresta, che sono stati rimpiazzati con piantagioni di palma da olio. Nel Sabah ulteriori minacce provengono dalle prospezioni minerarie alla ricerca di petrolio e carbone nel bacino di Maliau e dalla bonifica delle zone umide nella penisola di Klias. Nel 2001, il WWF previde che «Se l'attuale tendenza alla distruzione dell'habitat continuerà, non ci saranno più foreste di pianura nel Borneo entro il 2010». Sebbene questa previsione non si sia avverata, la lista rossa IUCN del 2008 riportava una previsione del 2005 secondo la quale «la copertura forestale dell'isola del Borneo, se gli attuali tassi di deforestazione continueranno, dovrebbe diminuire dal 50% a meno di un terzo entro il 2020».
Tra le maggiori riserve naturali del Borneo ricordiamo: 
- nel Kalimantan: i parchi nazionali di Gunung Palung, Betung Kerihun, Kutai, Sabangau, Tanjung Puting e Kayan Mentarang;
- nel Sabah: i parchi nazionali della Crocker Range e del Kinabalu;
- nel Sarawak: i parchi nazionali di Gunung Buda, Gunung Mulu, Batang Ai, Bukit Tiban, Loagan Bunut, Lambir Hills e Niah.